# Висмутид палладия
Висмутид палладия — бинарное неорганическое соединение
палладия и висмута
с формулой PdBi,
кристаллы.

## Получение
- В природе встречается минерал соболевскит — PdBi с примесями Pt, Ag [3].

- Сплавление стехиометрических количеств чистых веществ:

{\displaystyle {\mathsf {Pd+Bi\ {\xrightarrow {620^{o}C}}\ PdBi}}}

## Физические свойства
Висмутид палладия образует кристаллы нескольких модификаций:
- ромбическая сингония, пространственная группа C mc21, параметры ячейки a = 0,8707 нм, b = 0,7203 нм, c = 1,0662 нм, Z = 16 [4];
- гексагональная сингония, пространственная группа P 63/mmc, параметры ячейки a = 0,423 нм, c = 0,569 нм, Z = 2 [5].

При температуре 210°С в кристалле происходит фазовый переход .
Соединение конгруэнтно плавится при температуре 620°С .